# Лимонадный киоск
Лимонадный киоск — распространённая в первую очередь в США и Канаде форма торговли лимонадом, почти всегда изготовленным в домашних условиях, продавцами которого обычно являются дети и подростки. Иногда на таких стендах могут продавать и какие-либо другие прохладительные напитки, в частности, холодный чай. Сам стенд обычно также собирают дети своими руками и из подручных материалов (например, из досок и фанеры).
Формально подобные лимонадные киоски являются формой незаконной предпринимательской деятельности, нарушая сразу несколько законов: дети-продавцы не получают на этот «бизнес» какой-либо лицензии, не платят налогов, а при производстве лимонада могут не соблюдать санитарных норм; кроме того, данная деятельность, пусть и, опять же, формально, подпадает под понятие «детского труда», также запрещённого законодательством. На практике, тем не менее, полиция крайне редко закрывает подобные точки, а информация о подобных событиях может попасть в газеты, поскольку в Северной Америке подобные киоски считаются своего рода «школами выживания» для будущих предпринимателей, позволяющими ещё в детские годы приобрести навыки ведения собственного бизнеса. Существует большое количество публикаций и рекомендаций для детей на тему того, как начать и организовать собственный лимонадный киоск, и многие школьные преподаватели, несмотря на формальную незаконность, активно рекомендуют ученикам заниматься этой деятельностью.
«Экономика» детских лимонадных киосков периодически становится темой крупных газетных статей. Концепция детских лимонадных киосков подвергается жёсткой критике со стороны марксистских кругов, которые видят в ней «милую сказку», имеющую целью с детства дать людям ложные представления о капитализме.